# Haloterapia
La haloterapia,  derivante dal greco hals, gen. halòs, ovvero terapia del sale, è l'assorbimento di particelle saline attraverso l'esposizione a microclimi quali spiagge in località di mare (idrohaloterapia), grotte salmastre e miniere di sale (speleoterapia e antroterapia) o altri microclimi simili naturali o realizzati artificialmente, con vari metodi in locali confinati, nell'intento di ottenere un beneficio per la salute umana.

## Caratteristiche
Tutti i mari della terra, in concentrazioni variabili contengono una serie di sali minerali e altri elementi indispensabili per la vita e utili per la salute umana.
Le onde che si infrangono sulle rive di tutti i grandi mari originano una brezza sottilissima, ricca di questi oligoelementi, che viene definita comunemente salsedine marina.
Tra le particolari caratteristiche del microclima di una miniera di sale vi sono la temperatura stabile dell'aria, l'umidità e la mancanza di sostanze inquinanti nell'aria, come pollini, un quadro di fattori univoco per ogni miniera. In profondità, la pressione dell'aria è anche significativamente maggiore del suolo che è stato trovato a beneficiare chi soffre di malattie respiratorie in studi condotti presso il Mar Morto che è sotto il livello del mare. I giacimenti naturali di salgemma minerale sono derivati da antichi laghi e mari evaporati e contengono soprattutto cloruro di sodio, ma anche concentrazioni variabili di altri sali minerali, come calcio e magnesio, manganese, solfati, aventi proprietà più o meno benefiche, a seconda della fonte d'origine.

## Storia
I popoli che storicamente hanno vissuto intorno alle rive del Mar Mediterraneo hanno lasciato innumerevoli segni della presenza di stazioni balneari nate a scopo terapeutico. Ma anche negli altri continenti, popolazioni del tutto diverse tra loro hanno giovato delle ricchezze che il mare riesce a donare.
Nelle aree del pianeta molto interne e lontane dai mari, altri metodi hanno consentito di preservare il benessere e la salute. Ci sono registrazioni di un miglioramento della respirazione dei minatori in epoca romana e medievale. Il Dr Feliks Boczkowski studiando gli effetti curativi di bagni in acqua salata, scrisse nel 1843 che i minatori operanti nelle miniere di Wieliczka non soffrivano di malattie polmonari e il suo successore istituì un centro benessere sulla base di queste osservazioni.
L'uso moderno di questa terapia iniziò in Germania, quando il dottor Karl Hermann Spannagel notò il miglioramento della salute dei suoi pazienti dopo che si erano nascosti nella grotta carsica Kluterthöhle per sfuggire ai pesanti bombardamenti. È oggi praticato in luoghi come Bystrianska in Slovacchia, Solotvyno in Ucraina, e Wieliczka in Polonia (località vicina a Cracovia, sede della più lunga galleria di sale d'Europa, a 226 metri di profondità, che ospita un sanatorio).

## Cura
Una seduta in una grotta di sale equivale a tre giorni di aria di mare.
Gli halogeneratori o micronizzatore di sale sono macchine altamente sviluppate che schiacciano il salgemma in particelle di dimensioni micrometriche a secco, ionizzano le particelle e le rilasciano in aria. Particelle di sale di dimensioni 0,1-2,5 micrometri sono in grado di sfuggire alle difese naturali delle vie aeree superiori e di viaggiare in profondità nei polmoni al livello degli alveoli. Una stanza tipica è di piccole dimensioni con pavimento e pareti rivestite di salgemma.
Respirare un aerosol di acqua salata ipertonica (3-7% NaCl) è stato trovato efficace come trattamento per il pesante accumulo di muco tipico della fibrosi cistica. I vantaggi di questa terapia sono stati notati da malati che regolarmente hanno navigato verso l'Australia e così sono stati esposti all'aerosol naturale della salsedine. L'uso di soluzione salina consegnata da un nebulizzatore per il trattamento di bronchiolite nei bambini è stato sistematicamente riveduto. La conclusione è stata che gli esperimenti suggeriscono che la soluzione salina nebulizzata al 3% può ridurre significativamente la durata della degenza ospedaliera e migliorare il punteggio clinico di gravità nei bambini con bronchiolite virale acuta.

### Lampade di sale
Le lampade di sale vengono proposte come metodo per la diffusione nell'ambiente di ioni di sale. Un grande cristallo di sale naturale è scavato e riscaldato con una candela o una lampadina a incandescenza accesa e collocata al suo interno. I cristalli emettono un bagliore attraente in vari colori di rosa, arancio, rosso o viola a seconda dei minerali presenti. Non esiste, tuttavia, alcuna prova scientifica che le lampade di sale siano in grado di emettere quantità misurabili di anioni, né esiste alcuna evidenza scientifica sulla capacità di queste lampade di apportare un qualsivoglia beneficio in qualche aspetto della salute umana.